# Arnold Seligsohn
Arnold Seligsohn (* 13. September 1854 in Samotschin, Königreich Preußen; † 3. Februar 1939 in Berlin) war ein deutscher Jurist.

## Leben
Seligsohn – Sohn eines Kaufmanns – studierte Rechtswissenschaften in Leipzig, Heidelberg und Berlin.
Ab 1882 war er als Rechtsanwalt und Notar in Berlin tätig und man ernannte ihn zum Justizrat. Sein Haupttätigkeitsgebiet war das Patent-, Muster- und Markenrecht. Außerdem war Seligsohn Vorstandsmitglied in der Juristischen Gesellschaft in Berlin. Für die Gesellschaft saß er ab 1911 im Kuratorium der Savigny-Stiftung. Daneben war er in jüdischen Vereinigungen aktiv, so zum Beispiel im Hilfsverein für jüdische Studierende und im Kuratorium der Hochschule für die Wissenschaft des Judentums. Bis 1933 war er Mitherausgeber der Zeitschrift für das gesamte Handelsrecht und Konkursrecht.
Sein Sohn Julius Ludwig Seligsohn hatte in der Kanzlei des Vaters mitgearbeitet. Er wurde 1940 deportiert und starb 1942 im KZ.

## Schriften (Auswahl)
- Patentgesetz und Gesetz, betreffend den Schutz von Gebrauchsmustern. Guttentag, Berlin 1892.
- Gesetz zum Schutz der Waarenbezeichnungen. Guttentag, Berlin 1894.